# 三本木バイパス
三本木バイパス（さんぼんぎバイパス）は、宮城県大崎市を通る国道4号のバイパス道路（国道47号重複）。

## 概要
大崎市・旧三本木町域における直角コーナー、幅員狭小箇所解消のために分離帯付き片側2車線で整備された（旧道は県道や市道に降格）。道の駅三本木前は急カーブになっている。当バイパス区間を含め、宮城県北部の国道4号は大崎市三本木音無地区（黒川郡大衡村との境界部）から同・古川荒谷地区までが4車線化されている（2010年1月現在）。

### 路線データ
- 起点：大崎市三本木新町1丁目
- 終点：大崎市三本木字北町（宮城県道157号中新田三本木線交点）

## 地理

### 交差する道路
- 宮城県道56号仙台三本木線（大崎市三本木新町一丁目・大崎市役所三本木支所前）
- 宮城県道152号涌谷三本木線（大崎市三本木字廻山・三本木大橋南立体交差点）
- 宮城県道157号中新田三本木線（大崎市三本木南谷地・三本木大橋北立体交差点）